# إيربلو الرحلة 202
إيربلو الرحلة 202 (أيضا حادث طائرة تل مارجالا) طائرة إيرباص إيه 321-231 كانت تحمل علي متنها 146 راكبا و6 من أفراد الطاقم وكانت متوجهة من كراتشي إلي إسلام آباد في 28 يوليو 2010. وقد قتل جميع الركاب والطاقم البالغ 152 شخصا، ما جعلها أسوأ حادثة طيران في آسيا بعد طيران الهند إكسبريس الرحلة 812 منذ شهرين وكانت أسوء حوادث طائرات إيرباص إيه 320 قبل حادثة متروجت الرحلة 9268 عام 2015.